# 布尔根兰州诺伊贝格
布尔根兰州诺伊贝格是奥地利布尔根兰州居辛县的一个市镇。总面积17.61平方公里，总人口1072人，人口密度60.9人/平方公里（2001年）。